# Растрелли, Бартоломео Франческо
Граф Бартоломе́о Франческо Растре́лли (итал. Bartolomeo Francesco Rastrelli; также Франческо Растрелли, Варфоломе́й Варфоломе́евич Растрелли; 1700[…], Париж — 29 апреля [10 мая] 1771, Санкт-Петербург) — российский архитектор итальянского происхождения, академик архитектуры Императорской Академии художеств (1771). Наиболее яркий представитель так называемого елизаветинского барокко. Сын обрусевшего итальянца Бартоломео Карло Растрелли (1675—1744).

## Биография

### Ранние годы
Родился в семье известного впоследствии скульптора Бартоломео Карло Растрелли, имевшего также и архитектурное образование. В то время флорентиец Карло Растрелли работал при дворе Людовика XIV, а в 1715 году вместе с семьёй был приглашён Петром I в Россию, где для важности стал именовать себя графом.
В 1716 году семья Растрелли поселилась на Первой линии (на месте нынешнего дома 29 по Шпалерной улице). Первоначальное профессиональное образование Франческо получил под руководством своего отца, привлекался к достройке дворцов Александра Даниловича Меншикова. Во второй половине 1720-х гг. несколько раз выезжал на обучение в Европу, предположительно в Италию и во Францию. Наиболее ранняя задокументированная работа Растрелли — каменный трёхэтажный дворец Дмитрия Константиновича Кантемира вблизи Потешного поля в Петербурге (1721—1727). Эта постройка вписывалась в основное русло петровского барокко и мало отличалась от подобных сооружений.
Первые оригинальные творения Растрелли были созданы в Курляндии. Здесь в 1730-е годы для герцога Эрнста Иоганна Бирона он строит Рундальский дворец и дворец в Митаве. Митавская резиденция в сравнении с Руентальской свидетельствует о творческой эволюции Растрелли. Приёмы расчленения масс и разработки стен от проекта к проекту становятся всё пластичнее. Архитектор постепенно отказывается от использования рустовки, а пилястрам и тягам начинает предпочитать более рельефные полуколонны.
По рекомендации Бирона становится обер-архитектором императрицы Анны Иоанновны, а затем и её преемницы Елизаветы Петровны. В начале 1740-х гг. он дважды ездил в Москву, где, видимо, ознакомился с традиционным русским зодчеством и значительно расширил свой архитектурный кругозор:

Соприкосновение с московской художественной средой сказалось на творчестве Растрелли в самых разнообразных направлениях: в стремлении к широте и многообразию архитектурного ансамбля, в чрезвычайном обогащении декоративных мотивов, в увлечении расцветкой стен и их пластической динамикой, в появлении внушенных древнерусским зодчеством новых мотивов (колоколен, глав, крылец, тонких колонок и т. п.). Видимо, он познакомился также и с архитектурой древнерусских трапезных.— Борис Робертович Виппер

### Обер-архитектор Елизаветы Петровны
Период расцвета архитектора начался с постройки для Елизаветы Петровны деревянного летнего дворца в Санкт-Петербурге (1741—1744 годы; не сохранился). На пике славы мастер по требованию императрицы сопровождал сразу несколько поистине грандиозных строительных проектов. С 1747 по 1752 год архитектор посвятил себя работе над Большим дворцом в Петергофе. В 1747 году был создан эскиз Андреевского собора в Киеве. На 1752—1757 гг. пришлась полная перестройка Екатерининского дворца в Царском Селе.

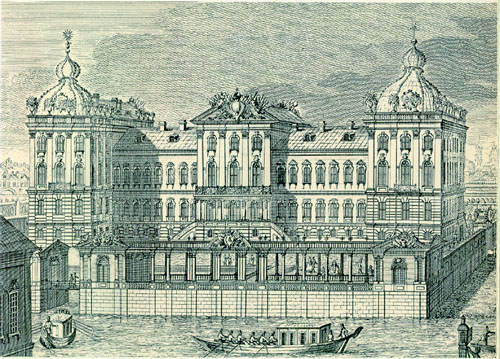
Аничков дворец графа Алексея Григорьевича Разумовского

Участие Растрелли в возведении построек вдали от столицы, а также по заказам частных лиц ограничивалось подготовкой общего проекта, в то время как реализацию курировали другие зодчие. За убранство Большого дворца в Царском Селе, к примеру, отвечали, помимо Растрелли, Андрей Васильевич Квасов и Савва Иванович Чевакинский; по их же проектам под общим руководством Растрелли были возведены в окрестностях несколько «увеселительных домов» (Эрмитаж, Грот на берегу пруда, Катальная горка), а также миниатюрный Среднерогатский дворец.

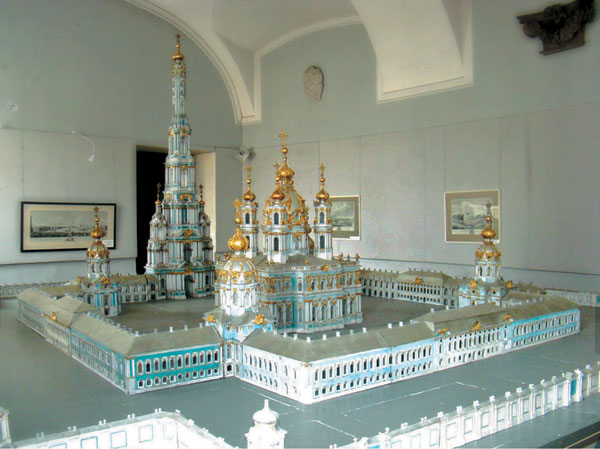
Модель первоначального проекта Смольного монастыря, хранящаяся в Академии художеств

В 1750-е годы Растрелли также курировал работы по ремонту дворца в Стрельне. Основным материалом служил курляндский крупногабаритный кирпич, который был использован Растрелли ещё при строительстве дворцов для Бирона. Трёхчастная сквозная арка со стороны главного фасада Зимнего дворца (осуществлённый вариант с коробовыми сводами) была создана Растрелли после его работ по ремонту Стрельнинского дворца, вероятно, под влиянием архитектурного решения Микетти (предтечей которого был Леблон). Два последних грандиозных замысла Растрелли — это ансамбль Смольного монастыря (1748—1757) и Зимний дворец с его знаменитой Иорданской лестницей (1754—1762). Композиция Смольного монастыря совершенно уникальна, хотя имеет прототипы, как в западноевропейской архитектуре (Фрауэнкирхе в Дрездене), так и в планировке древнерусских монастырей.
В 1750—1760-х годах Растрелли жил в доме на Невском проспекте (современный адрес — Невский, 46). В 1758 году по его проекту началось строительство Гостиного двора, которое вскоре было приостановлено. Трудности заключались в неприятии проекта купцами, которые жаловались на дороговизну работ и архитектурные излишества.

### Закат карьеры
После смерти Елизаветы Петровны стиль барокко вышел из моды, и поток заказов быстро иссяк. Екатерина II благоволила Антонио Ринальди, который на протяжении ряда лет работал по заказам «молодого двора» и был осведомлён о новейших веяниях в европейской архитектуре. Привыкший к роскоши Растрелли испытывает серьёзные финансовые трудности и в 1762 году просит об отпуске. 10 августа 1762 года императрица подписывает указ об увольнении обер-архитектора в отпуск на год для лечения в Италии.
Находясь в Италии, где Растрелли одновременно пытается найти нового заказчика, он узнаёт, что архитектор Валлен-Деламот переделывает внутренние покои Зимнего. 24 октября 1763 года по высочайшему указу архитектор был уволен «в рассуждении старости и слабого здоровья» с назначением ему пенсиона — тысяча рублей в год.
В начале августа 1764 года Растрелли с семьёй покинул Петербург. Он объявился в Курляндии, где возобновил строительство Рундальского и Митавского дворцов вернувшегося из ссылки Бирона. Есть версия, что Растрелли с Бироном встретились случайно — один на пути из Европы, другой на пути из России. Старый герцог пригласил Растрелли на должность обер-интенданта строительства при главном архитекторе, которым был тогда выдвиженец молодого герцога Петра Бирона Иоганн Готфрид Зейдель. 1766 году в помощь Растрелли на работу был принят молодой датский архитектор Северин Йенсен.
В 1766 году Растрелли предпринял попытку найти нового покровителя в лице прусского короля Фридриха II, известного как приверженец стилей барокко и рококо. Он отправился в Берлин с подробным отчётом с чертежами и описанием всех своих работ. Однако надежды Растрелли были напрасны: Фридрих не дал ему аудиенции, передав лишь записку с рекомендацией сделать гравюры с чертежей для публики, «сие доставило бы вам аплодисменты всех ценителей изящных искусств и наук».
Старый архитектор был вынужден вернуться в Курляндию. Зимой 1767 года умерла его жена Мария. Через некоторое время в газете «Митавские новости» появилось объявление о распродаже в доме Растрелли мебели, дорожной кареты, столового серебра и ювелирных изделий.
Патриарх советского искусствоведения Борис Робертович Виппер считал последней работой Растрелли курляндскую усадьбу Грюнхоф, достроенную в стиле классицизма датчанином Северином Йенсеном. Латвийские историки считают, что его последним проектом была церковь Св. Симеона и Св. Анны, проект которой он подал графу Панину с прошением выплатить 12 тысяч рублей единовременного вознаграждения. Однако прошение осталось без ответа, а церковь была построена уже после смерти Растрелли.
Дата смерти и место захоронения Растрелли неизвестны, однако есть предположение, что он умер в Митаве и был похоронен рядом с супругой Марией возле Реформатской церкви. Эта могила была утрачена во время Второй мировой войны.
Косвенно о дате смерти свидетельствует датированный 29 апреля 1771 года Указ о выплате пенсии, назначенной Растрелли, его зятю и наследнику Франческо Бартолиати. За несколько месяцев до кончины Растрелли, в январе 1771 года, собрание академиков удовлетворило его прошение о принятии «в число наиболее именитых членов Императорской академии художеств в качестве почётного вольного общника».
Польский граф Потоцкий в 1776 году купил полное собрание чертежей Растрелли (до 1775 года Курляндия была вассалом Польши, так что интерес графа понятен). С 1932 года папка Растрелли хранится в Национальной библиотеке в Варшаве.

## Растреллиевский стиль
В годы правления императрицы Елизаветы Петровны, в середине XVIII века в большинстве стран Западной Европы господствовал французский стиль рококо. Русское искусство, прежде всего архитектура, оформление парадного дворцового интерьера и декоративно-прикладное искусство, вследствие запаздывания развития, к этому времени не прошло стадий классицизма и подлинного барокко, поэтому возник феномен ускоренного развития и «наслоения» в краткие сроки различных стилевых фаз и этапов (которые страны Западной Европы проходили последовательно), сочетания «передовых черт с элементами отсталыми, с традициями глубоко консервативными».
Все особенности и компоненты «елизаветинского стиля» наиболее ярко проявились именно в творчестве Растрелли, можно даже сказать, что понятия елизаветинский стиль русской архитектуры и индивидуальный стиль архитектора Растрелли — понятия тождественные. Растрелли это и стиль и школа одновременно. По определению Виктора Георгиевича Власова: «Могучая фигура Растрелли олицетворяет собой почти всю русскую архитектуру елизаветинского времени — середины XVIII века. Эта фраза звучит парадоксально, но именно итальянцу Растрелли было суждено внести на своих плечах русскую архитектуру в классическую Европу. Всё, что было сделано гениально одарённым итальянцем в России, стало достоянием одновременно русской и европейской культуры 1740-х —1760-х годов».
Именно Растрелли удалось соединить все основные стилевые черты искусства его времени: основы классического итальянского барокко XVII века, элементы западноевропейского архитектурного классицизма, эстетику и орнаментику модного тогда стиля рококо и традиции древнерусского зодчества, которые Растрелли внимательно изучал, путешествуя по России. В 1730—1732, 1749 и 1753 годах Растрелли был в Москве, исследовал древнерусскую архитектуру. Он видел церкви в Филях и Дубровицах, Меншикову башню, застал в Москве архитектурную школу во главе с Иваном Фёдоровичем Мичуриным, его ровесником, посланным Петром I для обучения в Голландию и с 1731 года работавшим в старой столице. «Склонность архитектора к богатой полихромии, позолоте, растительному орнаменту… самая цветистость и узорчатость, — писал Б. Р. Виппер, — всё это красноречиво свидетельствует о том, как глубоко Растрелли впитал в себя своеобразие русского народного творчества».
«Русское узорочье», особенно в оформлении интерьеров, свободно сочетается в творчестве Растрелли с французскими рокайлями. Отсюда ещё одно редкое, но красноречивое определение: «русский барочно-рокайльный стиль».
В архитектуре Растрелли очевидны влияния Версаля — архитектуры Большого дворца, яркого примера «большого стиля» эпохи правления Короля-Солнце Людовика XIV (второй половины XVII века), соединяющего элементы классицизма и барокко. Ещё одна особенность стиля — секулярность: нивелирование различий между композициями церковных и светских построек. Об этом свидетельствует одно из высказываний Екатерины II, брошенное в качестве упрёка предыдущей эпохе: «Храм стал неотличим от бального зала».
Растрелли — автор Воронцовского (1749—1758) и Строгановского (1753) дворцов в Санкт-Петербурге. Как писал сам зодчий, их фасады «украшены прекраснейшей архитектурой в итальянской манере». Перестраивая и расширяя Большой Петергофский дворец (1745—1750), Растрелли бережно сохранил композицию петровского времени с двухэтажным центральным корпусом и одноэтажными галереями по сторонам. Общая композиция ансамбля, благодаря монументальному каскаду, преображенному творчеством Растрелли, выглядит созданной не «на версальский манер», а более соотносится с Виллой д’ Эсте в Тиволи и прусским дворцом Сан-Суси. В Большом (Танцевальном) зале петергофского дворца Растрелли, подобно тому, как это сделано в Зеркальной галерее Версаля, использовал зеркала в качестве «ложных окон» на одной стороне и зеркала в простенках между окон на другой. Этот типично барочный прием Растрелли повторял не раз, в частности в композиции Иорданской лестницы Зимнего дворца в Санкт-Петербурге.
Традициям французского классицизма и стилю Людовика XIV отвечает и анфиладная планировка внутренних парадных помещений с многомаршевой лестницей. Растрелли мог плохо помнить Версаль, однако многие характерные детали «большого стиля» настойчиво повторяются в его проектах — зрительное колебание плоскости стены с помощью раскреповок, группирование колонн, в особенности на углах здания, слегка выступающие ризалиты, рассчитанные на игру светотени, балюстрада с вазонами и статуями на кровле. Компактность плана и монолитность объёмов не позволяют отнести эти постройки Растрелли безоговорочно к стилю барокко, но отдельные барочные приемы очевидны.
В композиции парадных императорских резиденций Растрелли использует классическую «французскую схему». В царскосельском дворце — вытянутый «в линию» садовый фасад длиной 306 м (единый массив с пятиглавой церковью в северном крыле) и огромный курдонёр с циркумференцией (полуциркульные корпуса с воротами). В Зимнем дворце — замкнутое каре корпусов с внутренним двором и небольшим «собственным садом» (курдонёром) с западной стороны.
В композиции фасада Большого дворца в Царском Селе в полной мере проявилось соединение традиционно-русских и западноевропейских элементов: двуцветная окраска (белое с голубым), тяжеловесность лепных деталей, обильная позолота. Особенно необычны большая площадь окон и мощные вызолоченные фигуры атлантов первого этажа садового фасада, которые «снимают» ощущение плоскости стены: простенки столь малы, что стена дематериализуется, превращается в призрачную, ажурную ширму. Это качество свойственно архитектуре западноевропейского барокко и маньеризма.
Уникальность индивидуального стиля Растрелли проявляется в ритмическом многообразии композиции фасадов, что хорошо видно на примере здания Зимнего дворца. Его фасады разделены по горизонтали на три почти равных по высоте этажа, вертикалями — на три ризалита. Все фасады являются главными, но скомпонованы различно. Главный ризалит южного фасада прорезан тремя въездными арками (здесь Растрелли повторил прием, найденный им в композиции дворца в Стрельне). Арки ведут во внутренний двор, где в центре северного корпуса находится главный вход. Среди ближайших аналогов подобных композиционных приемов исследователи называют помимо Версальского дворца дворец в Капрароле (проект Виньолы), Королевский дворец в Казерте (Л. Ванвителли) и здание Арсенала в Берлине (проект Ф. Блонделя Старшего).
Архитектор акцентирует выступы ризалитов и композиционные оси здания сдвоенными колоннами, в отдельных случаях со сдвигом колонн первого и второго этажей. Группируя колонны на углах, Растрелли использует оригинальный приём: колонны расположены таким образом, что угол здания остается открытым; это усиливает игру светотени при любой погоде и с любой точки зрения. Всего, с учётом раскреповок и выступов, в здании дворца насчитывается 29 углов! Сложный синкопированный ритм вертикальных членений Растрелли развил разнообразием обработки оконных проёмов трех модулей: малой, средней и большой ширины. Оконные проемы 12 типов имеют 22 типа слегка различающихся обрамлений, дополненных 32 типами скульптурного декора, среди которых пять разновидностей капителей и четыре вида картушей.
Своеобразны растреллиевские элементы декора: «перистые рокайли», раковины, картуши с огромными «гребешками» по краям, иногда соединённые с львиными масками. Они отличаются от итальянских и французских прототипов прежде всего размером и мощной пластикой. Многие элементы выполняли из гипса с наполнителем «в наброс» непосредственно на стене, и лишь некоторые формовались по заранее сделанным моделям.
Все приёмы Растрелли двойственны, собранные на углах здания в пучок колонны или пилястры принадлежат разным пространственным планам, одновременно фону и выступающему ризалиту. Такой же сдвиг имеют раскрепованные тяги и карнизы. Композиционные методы Растрелли неоднородны: общая композиция классицистична, «скульптурность» фасадов барочна, вариационность расположения элементов «моторного типа» и отдельные мотивы декора заимствованы из искусства рококо. Именно таким образом, мастер соблюдает основной полифонический принцип искусства барокко: напряженное чередование акцентов и пауз.
Индивидуальный художественный стиль Растрелли можно определить и другим, парадоксальным термином: монументальное рококо. Итальянский мастер сумел придать формам французских рокайлей подлинную монументальность и привнести в рококо конструктивное начало, что само по себе кажется маловероятным. «Вернее было бы сказать, — писал о Растрелли архитектор Вячеслав Иванович Локтев,— что рококо как архитектурный стиль создал Растрелли… Его произведения доказывают, что рококо может быть монументальным, крупномасштабным, пластичным и массивным. Динамичность же, которую находят в обоих стилях (барокко и рококо), не одна и та же. Динамика барокко — в резких контрастах, рококо — в вариационности и моторности… Растрелли создатель стиля и правильнее по нему мерить других».
Оригинальную композиционную идею Растрелли воплотил в Воскресенском соборе Смольного Новодевичьего монастыря в Санкт-Петербурге (1748—1757). Обширный комплекс зданий возводили в течение пятнадцати лет, но так и не завершили (1748—1764). В проекте собора Растрелли исходил из идеи центрического храма, имеющего давние традиции в христианской архитектуре Востока и Запада. В качестве ближайшего аналога называют протестантский храм Фрауэнкирхе в Дрездене. Однако императрица требовала традиционно-русский православный храм с пятиглавием, что и выполнил мастер, как это видно на деревянном макете, хранящемся в Музее Академии художеств в Санкт-Петербурге. Гениальный итальянец не просто выполнил требование богомольной императрицы, он глубоко усвоил традиции древнерусского искусства. В процессе проектирования Растрелли нашёл смелое решение: почти вплотную придвинул боковые башни к центральному куполу. В результате возник новый образ столпообразного храма, пронизанного мощной динамикой.
Собор достигает высоты 93,7 м. Апогеем этого движения, по первому замыслу архитектора, должна была стать огромная колокольня, наподобие Ивана Великого в Московском Кремле, высотой 140 м (её возвести не удалось). Зрительный центр ансамбля оказался бы тогда смещённым относительно собора, что согласуется с традицией древнерусских монастырей, где зрительной доминантой является не собор (находящийся внутри монастырских стен), а высокая ярусная колокольня, совмещенная по вертикальной оси с надвратной церковью. Эту композицию Растрелли обыграл барочными раскреповками — собранными в пучки колоннами и как «эхо» вторящими им раскрепованными карнизами. Так типично барочная идея соединилась с традициями древнерусского искусства.
В необычном методе итальянского архитектора впервые после нарышкинского стиля возродился принцип ярусных колоколен. Нарышкинская архитектура, не барочная по существу, тем не менее стала важным этапом в развитии тенденции к вертикализму и пирамидальной композиции храмов. Спустя полвека Растрелли удалось органично совместить композиционные особенности церквей нарышкинского стиля с подлинным западноевропейским барокко, созданным передовыми художниками Италии. Начиная с Растрелли в панораме Санкт-Петербурга помимо высоких шпилей важную градостроительную роль стали играть силуэты пятиглавых церквей. Так основные идеи древнерусского зодчества были ясно, полно и завершенно выражены итальянским мастером.
В стиле Растрелли живут палладианские традиции. Например, в пропорционировании парадных залов итальянский зодчий не просто следовал правилу Палладио: «делать план в два квадрата», но пошёл далее, пропорционируя три измерения на основе пространственного модуля в «два куба». В этом приеме отчетливо проявляется рационализм мышления, свойственный художникам классицизма. Спустя десятилетия архитектор екатерининского классицизма, чуждый декоративным элементам растреллиевского стиля, Дж. Кваренги, проходя мимо Воскресенского собора Смольного монастыря, каждый раз снимал шляпу и произносил: «Вот это храм!».
В интерьерах Растрелли использовал классический ордер, но намеренно совмещал противоположные способы формообразования: тектонический и живописный, благодаря чему возникала картина непрерывной трансформации, зрительного движения. На глубокие перспективы анфилад, выстроенные согласно классическим ордерам, он как бы нанизывал рокайльный декор, причем постоянно чередовал, менял местами обрамляющие и заполняющие элементы. Этим создавалось двойственное, неопределенное впечатление.
Вариационный принцип композиции Растрелли воплощал в методике и организации работ. Он всё продумывал сам: завитки лепнины, наборный паркет, изразцовые печи, светильники и дверные ручки. Причем обер-архитектор обычно предлагал основную тектоническую схему, набрасывал несколько рокайльных мотивов, подсказывая своим помощникам возможность дальнейших вариаций. Рисунки Растрелли сохранились, по ним работали «резных дел мастера» Йоханн Франц Дункер, Луи Роллан и известный французский скульптор Николя-Франсуа Жилле. Бронзовые детали отливал итальянец Алессандро Мартелли. Модели резного убранства окон и дверей выполнял Стефанус Клодиус Жирардон, однофамилец знаменитого французского скульптора. Живописцами-декораторами были итальянцы: Джузеппе Валериани, Пьетро Градицци, Анжело Карбони, Франческо Мартини (тезка художника сьенской школы эпохи Возрождения), Антонио Баттиста Перезинотти (из Болоньи), Андреа Урбани, Франческо Сальватор Фонтебассо, Карло Цукки (трое последних из Венеции).
С европейской точки зрения стиль растреллиевской архитектуры может показаться грубым, даже варварским. Не случайно такую архитектуру скептики-итальянцы иногда называют «разукрашенной избой», фасад Царскосельского дворца «русской гармошкой», а самого архитектора «боргоньоне» (деревенщиной). Барон Николай Николаевич Врангель так писал о стиле Растрелли: «яркая пышность народного творчества, облеченная в иноземные формы, грубая простота в соединении с изысканной манерностью…восточная дурь, пестрота и яркость цвета, соединенная с … корявой сочностью».
Однако правильнее интерпретировать это своеобразное «варварство» как проникновение в истинный дух национального искусства и умение не просто соединить русские формы с западноевропейскими, а пронизать этим духом европейский стиль. Живописность, слияние архитектуры с окружающим ландшафтом, мощь и красочность и даже суровая лапидарность свойственны всякому народному творчеству, и в особенности русскому. Те же качества отличают архитектурный стиль, созданный Растрелли.
Игорь Эммануилович Грабарь тоже называл Растрелли варваром, но вкладывал в это понятие свой смысл. Он отмечал, что работы французских мастеров рокайля: Жюста-Ореля Мейссонье, Жиль-Мари Оппенора, Жермена Бофрана или Франсуа Кювийе Старшего более утонченны и изящны. Рядом с ними Растрелли «кажется увальнем, грубияном и варваром, но как только он выбирается из внутренних покоев наружу, как только из декоратора — уборщика покоев превращается в архитектора, так он снова единственный мастер, властелин форм, не знающий ни одного соперника, самый обаятельный из всех зодчих-живописцев. Варваром он продолжает оставаться и здесь, но варварство это сродни той стихийной мощи, той первобытности и суровой примитивности, которые свойственны народному творчеству и искусству единичных великанов. В этом варварстве Растрелли, столь непохожем на западную утонченность, в его кустарности, иногда почти аляповатости, вне всякого сомнения, отразилась Русь со всем её прошлым, с наследием веков и с новыми, современными Растрелли настроениями, та Русь, в которой так причудливо и загадочно сочетаются два вечно борющихся начала — Запад и азиатчина».
С воцарением в 1762 г. Екатерины II и изменением вкусов великий зодчий уехал в Италию, а затем по возвращении в 1763 году подал в отставку. С уходом Растрелли из российской архитектурной жизни композиционная сложность зданий и, в частности, многообразие ритмической организации фасадов не были ни повторены, ни превзойдены.

## Сохранившиеся постройки
| #  | Изображение | Название                              | Расположение                                   | Дата                        |
| -- | ----------- | ------------------------------------- | ---------------------------------------------- | --------------------------- |
| 1  |             | Рундальский дворец                    | Пилсрундале · Латвия                           | 1736—1740 1764—1767         |
| 2  |             | Митавский дворец                      | Елгава · Латвия                                | 1738—1740 1763—1772         |
| 3  |             | Большой Петергофский дворец           | Петергоф · Россия                              | 1747—1756                   |
| —  |             | Церковь Большого Петергофского дворца | Петергоф · Россия                              | 1747—1751                   |
| 4  |             | Андреевская церковь                   | Киев · Украина                                 | 1748—1767                   |
| 5  |             | Смольный собор                        | Смольный монастырь, · Санкт-Петербург · Россия | 1748—1764                   |
| 6  |             | Воронцовский дворец                   | Санкт-Петербург · Россия                       | 1749—1757                   |
| 7  |             | Большой Екатерининский дворец         | Царское Село · Россия                          | 1752—1756                   |
| 8  |             | Павильон «Грот»                       | Царское Село · Россия                          | 1753—1756                   |
| 9  |             | Павильон «Эрмитаж»                    | Царское Село · Россия                          | 1744—1754                   |
| 10 |             | Мариинский дворец                     | Киев · Украина                                 | 1752 1870                   |
| 11 |             | Строгановский дворец                  | Санкт-Петербург · Россия                       | 1753—1754                   |
| 12 |             | Зимний дворец                         | Санкт-Петербург · Россия                       | 1754—1762                   |
| 13 |             | Загородный дворец Елизаветы Петровны  | Москва · Россия                                | 1730—1740-е гг., 1760-е гг. |

В источниках XIX и начала XX веков Растрелли приписывались едва ли не все парадные постройки елизаветинского правления — вплоть до зданий в таких провинциальных городах, как Ярославль и Ахтырка. Иногда эти утверждения некритично воспроизводят в современных краеведческих изданиях.

## Утраченные постройки
| # | Изображение | Название                                                  | Примечания                                          | Расположение                           | Дата                                              |
| - | ----------- | --------------------------------------------------------- | --------------------------------------------------- | -------------------------------------- | ------------------------------------------------- |
| 1 |             | Кантемировский дворец                                     | Полностью перестроен в 1875—77 годах                | Санкт-Петербург · Россия               | 1721—1727                                         |
| 2 |             | Тронный зал на Яузе                                       | Деревянный, заменён Екатерининским дворцом          | Лефортово на · востоке Москвы · Россия | 1731 перенесён в 1736 сгорел в 1746               |
| 3 |             | Зимний дворец Анны Иоанновны                              | Заменён существующим Зимним дворцом                 | Санкт-Петербург · Россия               | 1732—1736 снесён в 1754                           |
| 4 |             | Летний дворец Елизаветы Петровны                          | Деревянный, заменён Инженерным замком               | Санкт-Петербург · Россия               | 1741—1744 снесён в 1797                           |
| 5 |             | Зимний Кремлёвский дворец                                 | Заменён Большим Кремлёвским дворцом                 | Московский Кремль · Россия             | 1747—1756 перестроен в 1798 снесён в 1837         |
| 6 |             | Путевой Среднерогатский дворец                            | Снесён при формировании ансамбля Площади Победы     | Средняя Рогатка · Россия               | 1751—1754 снесён в 1971                           |
| 7 |             | Шатёр Воскресенского собора Ново-Иерусалимского монастыря | Отстроен заново с использованием металлоконструкций | Истра · Россия                         | 1756—1759 утрачен в 1941 восстановление 1970—1990 |

Растрелли также достраивал спроектированный Михаилом Григорьевичем Земцовым Аничков дворец, который позднее был до неузнаваемости перестроен.

## Церковное убранство
Относительное мало изучены опыты Растрелли по части организации сакрального интерьера православных и лютеранских храмов. В 1740-е годы он спроектировал алтарь дворцовой капеллы в Руентале, позднее перенесённый в Митавский дворец. Эскиз этого утраченного памятника хранится в венской Альбертине. Исходя из стилистических соображений Борис Робертович Виппер приписывает Растрелли и интерьер Троицкой церкви в Либаве (1742—1758) с герцогской ложей.
В 1754 г. Растрелли подготовил проект пятиярусного иконостаса и алтарной сени Спасо-Преображенского собора в Петербурге. Он дважды составлял проект восстановления обрушившегося шатра собора Новоиерусалимского монастыря, для которого также разработал декор кувуклии.

## Помощники
- Юрий Матвеевич Фельтен состоял при архитекторе Растрелли помощником по сооружению Зимнего дворца, впоследствии стал ведущим архитектором в Конторе строения дворцов и садов Её Величества.
- Христиан Людвиг Эбергард Кнобель — архитектор, работавший вместе с Растрелли, руководил с 1749 года возведением Смольного собора, а в 1761 году реализует самостоятельный проект Владимирского собора.
- Иван Фёдорович Мичурин был руководителем строительства Мариинского дворца и Андреевской церкви в Киеве.

## Память о Растрелли
- Площадь Растрелли в Санкт-Петербурге;
- одна из галерей первого этажа Зимнего дворца названа именем зодчего;
- памятник в Царском Селе рядом с Екатерининским дворцом (1991) по проекту скульптора Марии Тимофеевны Литовченко;
- памятник «Первостроителям Санкт-Петербурга» и, в частности, Растрелли, авторства архитектора Вячеслава Борисовича Бухаева и скульптора Михаила Михайловича Шемякина (1995) на месте не сохранившегося Сампсониевского кладбища в Санкт-Петербурге;
- бюст Растрелли в сквере Манежной площади Петербурга (скульптор Владимир Эмильевич Горевой, 2003);
- скульптурная группа «Зодчие» (2011) у станции метро «Горьковская»[26], изображающая 8 ведущих архитекторов, повлиявших на облик Санкт-Петербурга; автор идеи — скульптор Александр Таратынов;
- российско-германский виолончельный квартет Rastrelli Cello Quartet, созданный в 2002 году в Штутгарте, назван в честь зодчего Петербурга;
- документальный фильм «Архитектор Растрелли» о зодчем и его постройках в Петербурге и Киеве («Леннаучфильм», 1972, режиссёр Мария Марковна Клигман)[27].

## Комментарии
1. ↑  Взамен рухнувшего в 1723 году каменного в 1756—1759 годах Растрелли создал деревянный шатёр, повторивший очертания прежнего, но с элементами барокко. Был разрушен взрывом в соборе при отступлении немецких войск в декабре 1941 года.
 В процессе ремонтно-восстановительных работ конца XX века воссоздан, по мнению Петра Дмитриевича Барановского — с искажениями.